# Ханча (Румунія)
Ханча (рум. Hancea) — село у повіті Сучава в Румунії. Входить до складу комуни Верешть.
Село розташоване на відстані 353 км на північ від Бухареста, 15 км на схід від Сучави, 98 км на північний захід від Ясс.

## Населення
За даними перепису населення 2002 року у селі проживала 1071 особа.
Національний склад населення села:
| Національність | Кількість осіб | Відсоток |
| -------------- | -------------- | -------- |
| румуни         | 580            | 54,2%    |
| цигани         | 491            | 45,8%    |

Рідною мовою назвали:
| Мова      | Кількість осіб | Відсоток |
| --------- | -------------- | -------- |
| румунська | 580            | 54,2%    |
| циганська | 491            | 45,8%    |